# Johan Vasquiz de Talaveira
Johan Vasquiz de Talaveira fue un trovador castellano del siglo XIII.

## Biografía
Aunque estudiosos como Ramón Menéndez Pidal y Carolina Michaëlis proponían su origen gallego, otros estudiosos como Tavani y António Resende de Oliveira sostienen que lo más probable es que sea de Talavera de la Reina, de ahí el sobrenombre de Talaveira, pudo pertenecer a una familia de la pequeña nobleza. Estuvo activo en la corte de Alfonso X y en la de Sancho IV.

## Obra
Se conservan 19 obras, además de una cantiga de amigo de dudosa autoría. Se dividen en: 7 cantigas de amigo, 5 cantigas de escarnio y maldecir, 4 cantigas de amor y 3 tensones.